# Kosuke Matsuda
Kosuke Matsuda (松田 康佑 Matsuda Kosuke?, nacido el 26 de septiembre de 1986 en Tokio) es un futbolista japonés que se desempeña como delantero.

## Trayectoria

### Clubes
| Club          | País  | Año         |
| ------------- | ----- | ----------- |
| YSCC Yokohama | Japón | 2009 - 2017 |

## Estadística de carrera

### J. League
| Club          | Año   | J. League | J. League | Copa J. League | Copa J. League | Total | Total |
| Club          | Año   | Part.     | Goles     | Part.          | Goles          | Part. | Goles |
| ------------- | ----- | --------- | --------- | -------------- | -------------- | ----- | ----- |
| YSCC Yokohama | 2014  | 25        | 2         | -              | -              | 25    | 2     |
| YSCC Yokohama | 2015  | 33        | 1         | -              | -              | 33    | 1     |
| YSCC Yokohama | 2016  | 28        | 1         | -              | -              | 28    | 1     |
| YSCC Yokohama | 2017  | 28        | 0         | -              | -              | 28    | 0     |
| Total         | Total | 114       | 4         | 0              | 0              | 114   | 4     |